# Daniel Mróz
Daniel Mróz (ur. 3 lutego 1917 w Krakowie, zm. 21 stycznia 1993 tamże) – polski grafik, scenograf i rysownik, członek Grupy Krakowskiej.

## Życiorys

### Dzieciństwo
Urodził się w Krakowie, jako drugi syn dziennikarza krakowskiego Stanisława Mroza, pracującego w IKACu – Ilustrowanym Kurierze Codziennym, jedynym wysokonakładowym dzienniku w międzywojennej Polsce. W dzieciństwie zetknął się z pracą dziennikarską, często bywając z ojcem w redakcji wydawanego przez IKC tygodnika „Na Szerokim Świecie”, w którym Stanisław Mróz był redaktorem. Barbara Winklowa tak wspomina ten okres: ” ...tuż za naszą ścianą, mieszkał pan redaktor Mróz, wysoki i tęgi, ... [oraz jego] dwaj synowie – Daniel i Sokrates – których stawiano mi często jako przykład...”

### Młodość i lata nauki
Maturę zdał jako eksternista nie wytrzymując rygorów gimnazjum. Dwa lata uczył się w Państwowej Szkole Sztuk Zdobniczych i Przemysłu Artystycznego w Krakowie. W czasie wojny stracił oboje rodziców, matka zmarła w 1940 wkrótce po aresztowaniu ojca przez Gestapo, ojciec zginął w lutym 1941 w Auschwitz-Birkenau.
W 1946 rozpoczął studia na Akademii Sztuk Pięknych w Krakowie. Jednym z jego wykładowców był Marian Eile i to on ściągnąl go potem do pracy w tygodniku „Przekrój”. Dyplom (z wyróżnieniem) na Studium Scenografii otrzymał w 1952; na Wydziale Grafiki – w 1953.

### Praca w „Przekroju” i inne prace artystyczne

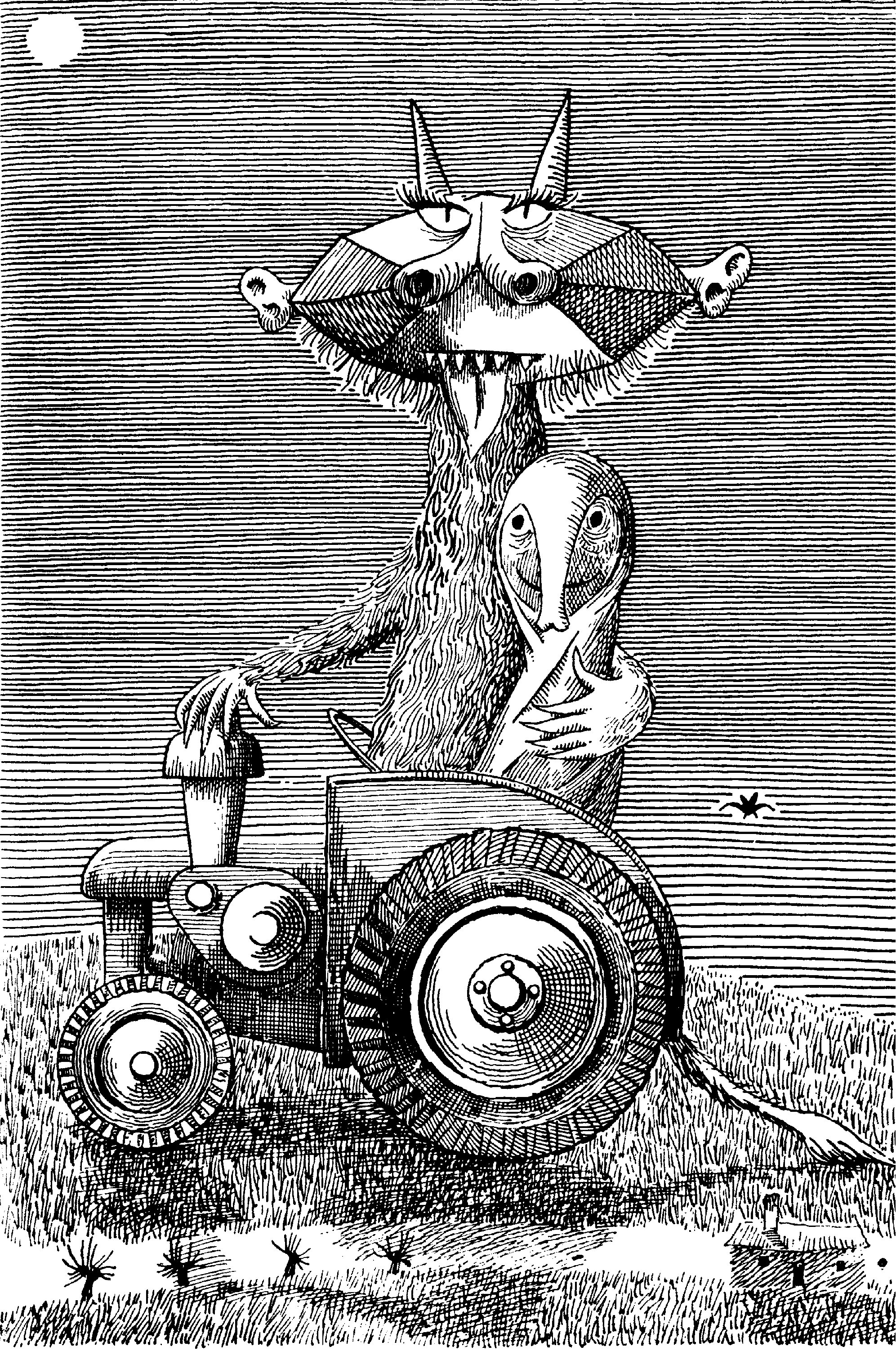
Ilustracja Daniela Mroza do opowiadania „Słoń” Sławomira Mrożka, 1957

W latach 1951–1978 był stałym ilustratorem tygodnika „Przekrój”, w którym zamieszczał swoje rysunki, a także tworzył charakterystyczną szatę graficzną pisma, z którym współpracował do końca życia – projektując jego okładki. Ponadto zajmował się grafiką książki (okładki, ilustracje, projekty typograficzne), scenografią teatralną, plakatem. Współpracował z pismem „Zebra” (początkowo – „Czarno na białym”), „Ty i Ja” i „Młodym Technikiem”. Zilustrował między innymi Cyberiadę i Bajki robotów Stanisława Lema. Wykonał też ilustracje do dzieł Franza Kafki, Sławomira Mrożka, Juliusza Verne’a. Tworzył głównie techniką rysunku piórkiem i tuszem oraz collage'u.
Prace Daniela Mroza posiadały własny, oryginalny styl. Cechowały je surrealizm i groteskowość. W początkowym okresie były one inspirowane przez collage Maxa Ernsta. Z czasem dominuje w nich absurdalność związana z pisarstwem Mrożka i Lema. Ilustracje Mroza wywarły wpływ na pokolenie czytelników tych popularnych autorów. Ich styl związał się nierozerwalnie z ilustrowaną prozą i dlatego niejednokrotnie były one powtarzane w zagranicznych wydaniach tych książek. Daniel Mróz był wymieniany we wszystkich ważnych światowych almanachach grafików. Wielu ilustratorów starało się naśladować styl Daniela Mroza.

### Życie prywatne
Był żonaty z Aliną Nieniewską, koleżanką ze studiów na Akademii Sztuk Pięknych, absolwentką Wydziału Tkaniny Artystycznej. Córka Łucja Mróz-Raynoch, absolwentka ASP w Krakowie, też jest grafikiem oraz autorką filmów animowanych. Całe życie mieszkał w centrum starego Krakowa, stając się charakterystyczną postacią w pejzażu miasta.

## Wybrane publikacje książkowe ilustrowane przez artystę
- Tu są bajki, Ludwik Jerzy Kern, 1953; II wyd. 1954
- Bajki drugie, Ludwik Jerzy Kern, 1954
- Chryzostoma Bulwiecia podróż do Ciemnogrodu, Konstanty Ildefons Gałczyński, 1954
- Satyry, Artur Maria Swinarski, 1955
- Do widzenia zwierzęta, Ludwik Jerzy Kern, 1956
- Profesor Tutka i inne opowiadania, Jerzy Szaniawski, 1956; II wyd. 1960
- Słoń, Sławomir Mrożek,1957
- Wesele w Atomicach, Sławomir Mrożek,1959
- Myśli nieuczesane, Stanisław Jerzy Lec,1959
- Łgarze pod Złotą Kotwicą, Jerzy Szaniawski, WL 1960
- Mit o świętym Jerzym, Jerzy Harasymowicz, 1960
- Fantastyczne opowieści, 1961 i WL 1975 (seria Groza i Fantastyka)
- Posłanie z Piątej Planety, Zbiór opowiadań SF, Nasza Księgarnia 1964
- Cyberiada, Stanisław Lem, WL 1965 i 1972, Verba 1990
- Wyprawa do wnętrza Ziemi, Jules Verne, Nasza Księgarnia 1959
- Powrót do Jamy, Jan Paweł Gawlik, 1961
- Wyłapuję szczęście z powietrza, Jan Stoberski, WL 1966
- Onager – zbiór opowiadań rosyjskich, WL 1967
- Opowiadania niesamowite, Aleksandr Grin, Iskry, 1971
- Miasto mojej matki, W cieniu zapomnianej olszyny, Juliusz Kaden-Bandrowski, Nasza Księgarnia, W-wa 1971
- Łowcy meteorów, Jules Verne, Instytut Wydawniczy Nasza Księgarnia 1973
- Zwierzydełka, Robert Stiller, WL 1977
- Vademecum erotomana, Jerzy Wittlin, WL 1974
- Okładki – m.in.: Witold Gombrowicz, Bakakaj, 1957; Jerzy Harasymowicz, Wieża melancholii, 1958; Jan Stoberski, Zwierzenia durnia, 1958; Stanisław Lem, Inwazja z Aldebarana, 1959; Antoni Słomimski, Torpeda czasu, 1967; Jan Stoberski, Będę żył dalej!, 1969.

## Daniel Mróz jako scenograf
Jako scenograf współpracował z teatrami: Starym, im. Słowackiego, Bagatela, Ludowym, Groteska w Krakowie, Ateneum, Dramatycznym, Współczesnym w Warszawie, im. Jaracza w Łodzi, Współczesnym i Polskim we Wrocławiu, Lubuskim w Zielonej Górze, Dolnośląskim w Jeleniej Górze,. Śląskim w Katowicach, im. Solskiego w Tarnowie, im. Żeromskiego w Kielcach, im. Bogusławskiego w Kaliszu, Zagłębia w Sosnowcu.Scenografie te powstawały do sztuk m.in.: Sławomira Mrożka, Tadeusza Różewicza, Helmuta Kajzara, Sofoklesa, Bertolda Brechta, Stanisława Ignacego Witkiewicza, Mirona Białoszewskiego, Jana Drdy, Witolda Wandurskiego – w reżyserii Józefa Szajny, Andrzeja Witkowskiego, Helmuta Kajzara, Piotra Piaskowskiego, Ryszarda Majora, Ryszarda Żuromskiego, Jerzego Zegalskiego, Andrzeja Makowieckiego, Jerzego Sopoćki.

## Wystawy
- I Ogólnopolska Wystawa Grafiki Artystycznej i Rysunku, Warszawa 1956.
- „Symbolizm i surrealizm”, Wystawa „Grupy Krakowskiej”, Kraków 1958.
- Wystawa „Grupy Krakowskiej”, Paryż, 1957
- Wystawa „Grupy Krakowskiej”, Bruksela, 1957
- Wystawa indywidualna, Galeria „Krzysztofory”, Kraków, 1959
- II Wystawa „Grupy Krakowskiej”, Kraków 1960
- Wystawa indywidualna, Galeria Maya, Bruksela, 1964
- Wystawa indywidualna, Galeria „Krzysztofory”, Kraków, 1966
- Wystawa indywidualna, Szwecja, 1968
- Wystawa indywidualna, Galeria Kordegarda, Warszawa, 1990
- Wystawa indywidualna, Muzeum Historyczne m. Krakowa, 1992
- Wystawa indywidualna, Galeria Teatru 38, Kraków, 2002
- „Rysownicy Przekroju”, wystawa rysowników tygodnika, Królikarnia, Warszawa 2004
- Wystawa indywidualna, Galeria Starmach, Kraków, 2010
- Wystawa indywidualna, BWA, Jelenia Góra, 2011
- Wystawa ilustracji Mroza do utworów S. Lema „Lem ilustrowany”, Galeria Książki Biblioteki Pod Atlantami, Wałbrzych, 2011
- „Daniel Mróz”, Dom Kultury w Skale, marzec 2012
- „Rysunki Daniela Mroza”, Galeria Klubu Niezależnych Działań Twórczych „Marchołt” w Katowicach, kwiecień/maj 2012
- „Mróz i Lem”, wystawa ilustracji Mroza do utworów St. Lema, Centrum Designu w Gdyni, sierpień-październik 2012
- „Rączki Daniela Mroza” wystawa w Galerii Wydziału Grafiki Akademii Sztuk Pięknych w Gdańsku, listopad 2012
- „Artyści przypomniani. Daniel Mróz” wystawa w Muzeum Historycznym Miasta Krakowa (kamienica Hipolitów), luty-maj 2015[3]
- „Nadchodzi Mróz” wystawa w Galerii „Tymczasem”, Centrum Kultury Zamek, Wrocław, listopad 2016-styczeń 2017
- "Lems Tierleben nach Mróz", wystawa w Teatrze Państwowym w Darmstadt (Staatstheater Darmstadt) w ramach festiwalu "Komet Lem", styczeń-marzec 2017
- "Pomniki nieuczesane", wystawa w Galerii Artemis, Kraków, marzec-kwiecień 2017

## Monografie i film o Danielu Mrozie
- Daniel Mróz, Jerzy Kwiatkowski, Wydawnictwo Literackie, Kraków, 1961 r.
- Mróz, Mrożek, Lem i inni..., Wydawnictwo Literackie, Kraków, 1988 r.
- Idzie Mróz – film krótkometrażowy z udziałem artysty i jego prac. Daniel Mróz wykonał też plansze tytułowe do filmu. Reżyseria Piotr Andrejew, 21 min; producent: WFO Łódź, 1973 r.